# バダホス条約 (1801年)
バダホス条約（バダホスじょうやく、西・葡: Tratado de Badajoz）、またはバダホスの和約（バダホスのわやく、西・葡: Paz de Badajoz）は、1801年6月6日にバダホスで締結された、ポルトガル王国の摂政王太子ジョアンの代表とスペイン王国代表の間の条約。

## 内容
条約はスペイン・ポルトガル間のオレンジ戦争を終結させた。
ポルトガルはスペインに賠償金を支払い、オリベンサを割譲したほか、グレートブリテン及びアイルランド連合王国に対してポルトガルの港口を閉鎖した。
スペイン軍とフランス統領政府の派遣軍がスペイン・ポルトガル国境に展開されたため、王太子ジョアンは講和を余儀なくされた。
1801年9月29日の会議でマドリード条約が締結され、ポルトガルはフランスに2千万フラン支払うことを余儀なくされた。
ポルトガルは条約が締結された時期の情勢により条約は無効であることと、ナポレオン戦争が終結した後もスペインがオリベンサの占領を続けたことはウィーン会議で定められた条項を違反する、という2点からスペインによるオリベンサ領有を承認していない。